# James Snook
James Howard Snook (* 17. September 1879 in South Lebanon; † 28. Februar 1930 in Columbus) war ein US-amerikanischer Sportschütze.

## Erfolge
James Snook nahm an den Olympischen Spielen 1920 in Antwerpen teil. Mit dem Armeerevolver wurde er in den Mannschaftswettbewerben über 30 und über 50 m jeweils Olympiasieger, beide Konkurrenzen gewann das US-amerikanische Team mit größerem Vorsprung. Karl Frederick, Alfred Lane und Michael Kelly gehörten in beiden Mannschaften zu seinen Mitstreitern, während in der Konkurrenz über 30 m  Raymond Bracken und über 50 m Louis Harant Teil des Aufgebots waren. Bereits 1913 wurde Snook in der Disziplin Freie Pistole in Camp Perry mit der Mannschaft Weltmeister.

## Mordanklage und Todesstrafe
Snook schloss 1908 sein Studium der Veterinärmedizin an der Ohio State University ab. 1920 wurde er an der OSU in diesem Fach Professor, zwei Jahre darauf heiratete er. Mitte der 1920er-Jahre begann er eine Affäre mit der Studentin Theora Hix, mit der er in einem Apartment in der Nähe der Universität zusammenlebte. Im Juni 1929 kam es zu einem Streit zwischen den beiden: laut Snook drohte Hix ihm, dessen Frau und Tochter umzubringen, sollte er sich nicht von seiner Frau trennen. Als Hix plötzlich in ihre Tasche griff, befürchtete Snook, sie würde den Revolver ziehen, den er ihr geschenkt hatte, woraufhin er sie mit einem Hammer niederschlug. Schließlich schnitt er ihr mit einem Taschenmesser die Kehle auf. Am 14. August 1929 befand ihn eine Jury nach nur 28 Minuten Beratschlagung des Mordes für schuldig, der vorsitzende Richter verhängte die Todesstrafe. Diese wurde am 28. Februar 1930 mit dem elektrischen Stuhl vollstreckt. Snook war der bislang einzige US-amerikanische Olympiateilnehmer, der hingerichtet wurde.